# Musikjahr 1925
Liste der Musikjahre

◄◄ | ◄ | 1921 | 1922 | 1923 | 1924 | Musikjahr 1925 | 1926 | 1927 | 1928 | 1929 | ► | ►►

Weitere Ereignisse · Country-Musik
Dieser Artikel behandelt das Musikjahr 1925.

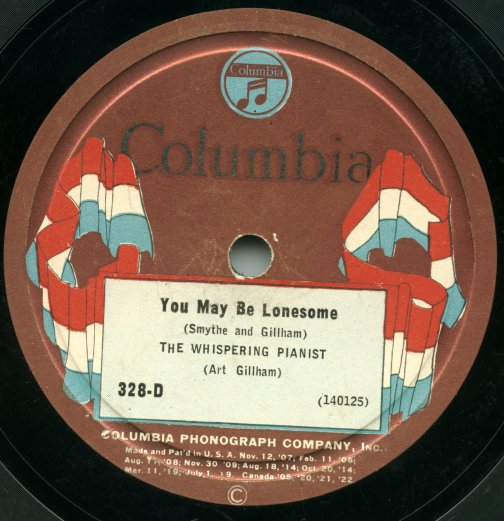
Art Gillham – You May Be Lonesome – erste Aufnahme für Columbia mit dem neuen elektrischen Aufnahmeverfahren

## Ereignisse
- 19. Januar: Im schwedischen Älvdalen gründet Albin Hagström das Unternehmen Hagström zur Herstellung von Musikinstrumenten.
- 03. Februar: In München findet der erste Chrysanthemenball statt, als Wohltätigkeitsveranstaltung zu Gunsten hilfsbedürftiger Kinder ins Leben gerufen von Paula Zell.
- 01. März: Edgard Varèses Intégrales für 11 Bläser und 4 Schlaginstrumente wird in New York City uraufgeführt.
- 29. Juli: Der griechische Komponist, Schriftsteller und Politiker Mikis Theodorakis wird auf der Insel Chios geboren; er wird u. a. die Filmmusik zu Alexis Sorbas komponieren.
- 02. Oktober: Die 19-jährige Josephine Baker debütiert mit La Revue Négre am Théâtre des Champs-Élysées vor dem Pariser Publikum.
- 28. November: In Nashville strahlt die Radiostation WSM zum ersten Mal die Barn Dance Show aus. Die später als Grand Ole Opry bekanntgewordene Country-Sendung ist heute die älteste noch existierende amerikanische Radio-Musiksendung.
- 21. Dezember: Der propagandistische Stummfilm Panzerkreuzer Potemkin von Sergej Eisenstein mit der Musik von Edmund Meisel wird aus Anlass des 20-jährigen Jubiläums der Revolution von 1905 im Moskauer Bolschoi-Theater uraufgeführt.
- Die Phonographenfirmen Victor Talking Machine Company, Columbia Records und HMV Records wechseln von akustisch-mechanischen Aufnahmemethoden zu neuer elektrischer Mikrofontechnologie, einem der wichtigsten Fortschritte in der Geschichte der Aufnahmetechnik.
- Louis Armstrong verlässt Fletcher Hendersons Orchester, kehrt nach Chicago zurück und nimmt als Louis Armstrong and His Hot Five seine ersten Platten unter eigenem Namen auf.
- Die Plattenkarriere von Blind Lemon Jefferson beginnt.
- Joseph Canteloube gründet in Paris eine Gruppe namens La Bourrée, um die Folklore und andere Attraktionen der Auvergne bekannt zu machen.
- Die Karriere von Lonnie Johnson als Musiker beginnt.

## Instrumental- und Vokalmusik (Auswahl)

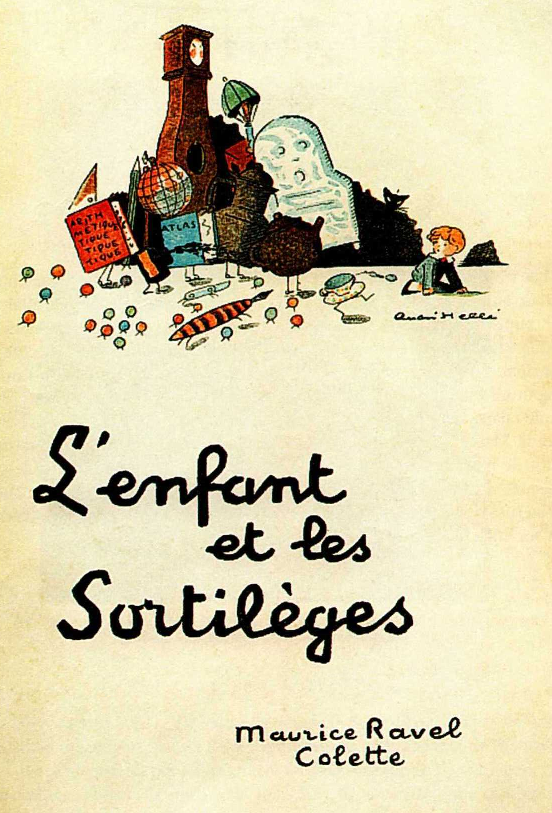
Maurice Ravel – L’enfant et les sortilèges – Titelblatt des Klavier-auszugs mit einer Illustration von André Hellé (1925)

- Evald Aav: Näkineidude koor („Nixenchor“) für Frauenchor (Text: Anton Jürgenstein)[1]
- Frederick Delius: A Late Lark für Gesang und Orchester
- Jacob Gade: Jalousie
- George Gershwin: Klavierkonzert in F-Dur
- Paul Graener: Sieben Lieder, op. 70; Zehn Lieder (Löns-Lieder) op. 71; Konzert a-Moll op. 72 für Klavier und Orchester
- Walter Kollo: Der Flug um den Erdball (Filmmusik)
- Eduard Künneke: Musik zum Film Das Blumenwunder
- Carl Nielsen: Vier jütländische Lieder; Sinfonie Nr. 6 Sinfonia semplice
- Sergei Sergejewitsch Prokofjew: 2. Sinfonie op. 40
- Maurice Ravel: Galgen aus Gaspard de la Nuit (Herstellungsdatum der Klavierrolle)
- Ottorino Respighi: Rossiniana, Orchestersuite nach Gioachino Rossini ; und Concerto in modo misolidio für Klavier und Orchester
- Richard Strauss: Parergon zur Sinfonia domestica op. 73 für Klavier und Orchester und Musik zum Stummfilm Der Rosenkavalier (Orchesterbearbeitung)
- Igor Strawinsky: Serenade en la (in A)
- Edgard Varèse: Intégrales für 11 Bläser und 4 Schlaginstrumente
- Ralph Vaughan Williams: Two Poems by Seamus O’Sullivan; Three Poems by Walt Whitman; Three Songs from Shakespeare; Sancta civitas, Oratorium für Tenor, Bariton, Chor und Orchester; Concerto Accademico d-Moll für Violine und Streicher

## Musiktheater

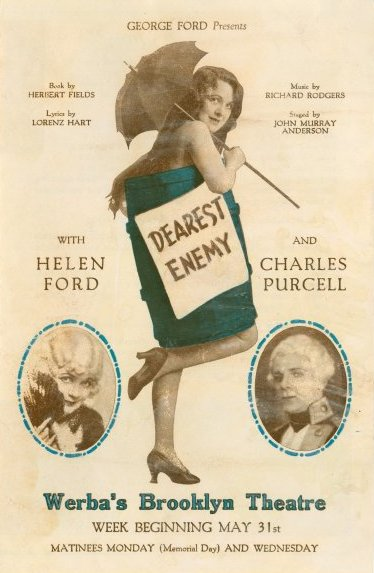
Werbung für das Musical Dearest Enemy (1926)

- 19. Februar: Die Oper Gli amanti sposi (Das Liebesband der Marchesa) von Ermanno Wolf-Ferrari wird am Teatro La Fenice in Venedig uraufgeführt.
- 27. Februar: Uraufführung der Oper Hassan der Schwärmer von Wilhelm Kienzl in Chemnitz
- 12. März: Die Oper Die Môra von Ernst Viebig (Musik) mit einem Libretto von Clara Viebig wird im Düsseldorfer Stadttheater uraufgeführt.
- 20. März: Uraufführung der Oper The Garden of Mystery von Charles Wakefield Cadman an der Metropolitan Opera in New York
- 21. März: Uraufführung der Oper L’enfant et les sortilèges von Maurice Ravel in Monte Carlo
- 03. April: Uraufführung der Oper At the Boars’ Head von Gustav Holst in Manchester
- 21. Mai: Am Sächsischen Staatstheater in Dresden findet unter dem Dirigat von Fritz Busch die Uraufführung der Oper Doktor Faust von Ferruccio Busoni mit Robert Burg als Faust und Meta Seinemeyer als Herzogin statt.
- 03. September: Uraufführung der Operette Olly-Polly von Walter Kollo am Neuen Theater am Zoo in Berlin
- 08. September: Uraufführung des Musicals Dearest Enemy (Buch von Herbert Fields, Songtexte von Lorenz Hart und Musik von Richard Rodgers) im Knickerbocker Theatre in New York
- 11. September: Am Deutschen Künstlertheater in Berlin wird die Operette Die Teresina von Oscar Straus nach einem Libretto von Rudolf Schanzer und Ernst Welisch uraufgeführt.
- 25. September: Uraufführung der Operette Lady Hamilton von Eduard Künneke in Breslau
- 30. Oktober: Uraufführung der Operette Paganini von Franz Lehár am Johann Strauß-Theater in Wien
- 01. Dezember: Uraufführung der Operette Märchen im Schnee von Robert Stolz in Berlin
- 14. Dezember: Uraufführung der Oper Wozzeck von Alban Berg an der Staatsoper Unter den Linden in Berlin

Weitere Bühnenwerksuraufführungen
- Leo Ascher: Sonja (Operette)
- George Gershwin: Tip-Toes (Musical)
- Eduard Künneke: The Love Song; Die hellblauen Schwestern; Mayflowers; Riki-Tiki (alles Operetten)
- Ralph Benatzky: Für Dich! (Musikalische Revue)

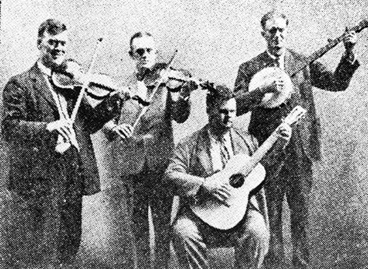
Die Skillet Lickers (um 1926)

## Gründungen
- Hagström – schwedischer Musikinstrumentenhersteller
- Gid Tanner and his Skillet Lickers – US-amerikanische Countryband

## Neuveröffentlichungen (Auswahl)

### Lieder und Kompositionen
| Lied                            | Text                     | Musik            | Erstinterpret | Label      | Veröffentlichung | Genre             | Weitere Informationen |
| ------------------------------- | ------------------------ | ---------------- | ------------- | ---------- | ---------------- | ----------------- | --------------------- |
| Alabamy Bound                   | B. G. DeSylva, Bud Green | Ray Henderson    | Al Jolson     |            | 1925             | Pop, Jazz         | Tin-Pan-Alley-Lied    |
| Ich hab zu Haus ein Grammophon  | Beda                     |                  |               |            | 1925             | Foxtrott-Schlager |                       |
| I’m Sitting on Top of the World | Sam M. Lewis, Joe Young  | Ray Henderson    |               |            | 7. Oktober 1925  | Jazz, Pop         |                       |
| Yes Sir, That’s My Baby         | Gus Kahn                 | Walter Donaldson |               | RCA Victor | 1925             | Jazz              |                       |

## Geboren

### Januar
- 02. Januar: Irina Archipowa, sowjetisch-russische Opernsängerin († 2010)
- 02. Januar: Andrzej Nikodemowicz, polnischer Komponist, Pianist und Musikpädagoge († 2017)
- 06. Januar: Lee Abrams, US-amerikanischer Jazz-Schlagzeuger († 1992)
- 07. Januar: Carmen Barros, chilenische Schauspielerin, Sängerin und Komponistin († 2023)
- 09. Januar: Ofelja Hambardsumjan, armenische Sängerin († 2016)
- 10. Januar: Alfredo Belusi, argentinischer Tangosänger († 2001)
- 12. Januar: Hans Gierster, deutscher Dirigent († 1995)
- 12. Januar: Laurențiu Profeta, rumänischer Komponist († 2006)
- 15. Januar: Haide Lorenz, deutsche Schauspielerin, Musicaldarstellerin, Synchron- und Hörspielsprecherin († 2004)
- 16. Januar: Dany Dauberson, französische Sängerin und Schauspielerin († 1979)
- 19. Januar: Asat Sinnatowitsch Abbassow, tatarischer Opernsänger († 2006)
- 19. Januar: Henry Gray, US-amerikanischer Blues-Pianist († 2020)
- 21. Januar: Gilbert Dubuc, belgischer Bariton-Sänger († 2023)

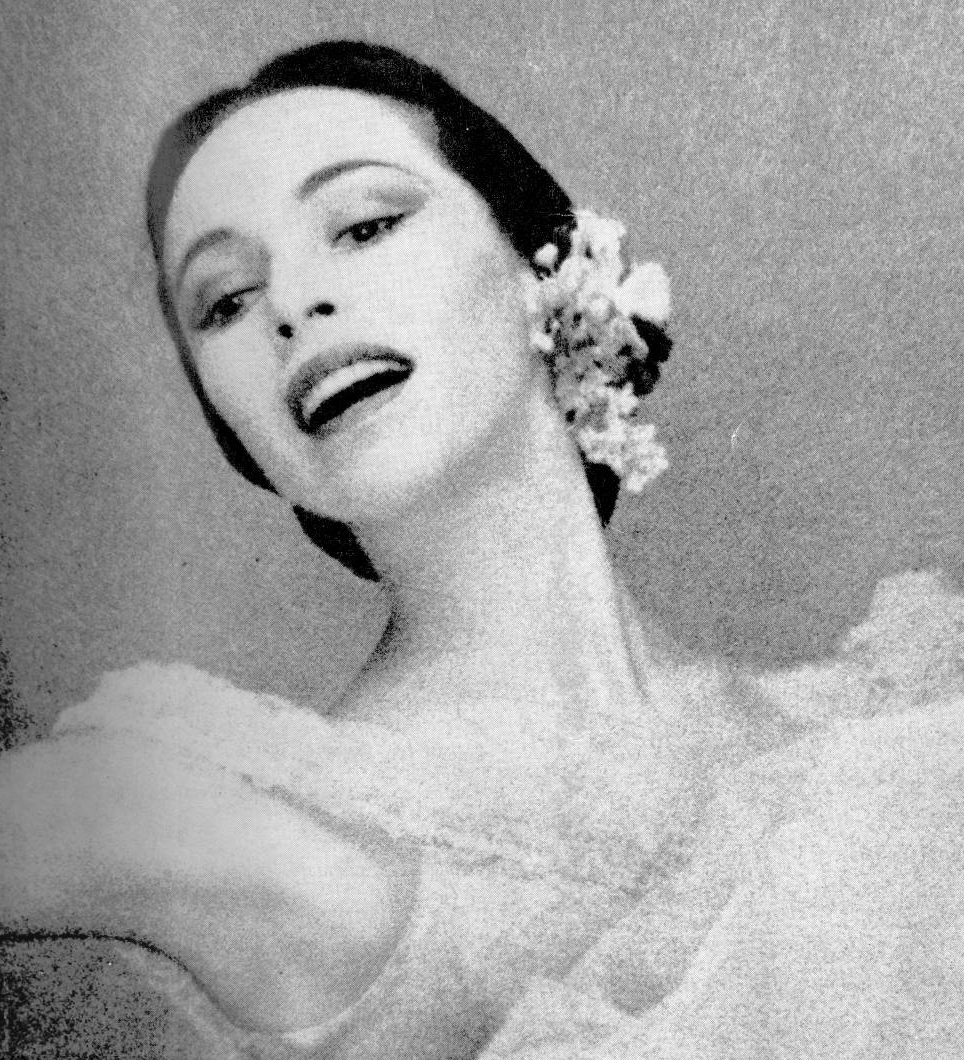
Maria Tallchief; * 24. Januar

- 24. Januar: Maria Tallchief, US-amerikanische Primaballerina († 2013)
- 25. Januar: Harry Kramer, deutscher Tänzer, Künstler und Professor für Bildhauerei († 1997)
- 29. Januar: Miloslav Kořínek, aus Tschechien gebürtiger slowakischer Komponist und Hochschullehrer († 1998)
- 29. Januar: Lois Marshall, kanadische Sängerin und Gesangspädagogin († 1997)

### Februar
- 02. Februar: Delfí Abella i Gibert, katalanischer Psychiater und Liedermacher († 2007)
- 02. Februar: Michél Philippot, französischer Komponist und Musikpädagoge († 1996)
- 03. Februar: Shelley Berman, US-amerikanischer Schauspieler und Komiker († 2017)
- 04. Februar: Jutta Hipp, deutsche Jazzpianistin und Malerin († 2003)
- 04. Februar: Helmut Vogel, deutscher Komponist, Pianist und Klavierpädagoge († 1999)
- 06. Februar: Al Ham, US-amerikanischer Komponist, Musiker und Arrangeur († 2001)
- 07. Februar: Marius Constant, französischer Komponist und Dirigent († 2004)
- 09. Februar: Alois Gschwind, Schweizer Dirigent, Chorleiter und Musikpädagoge († 2017)
- 14. Februar: Elliot Lawrence, US-amerikanischer Jazzpianist († 2021)
- 15. Februar: Josef Dobler, Schweizer Volksmusiker und Bauernmaler († 2008)

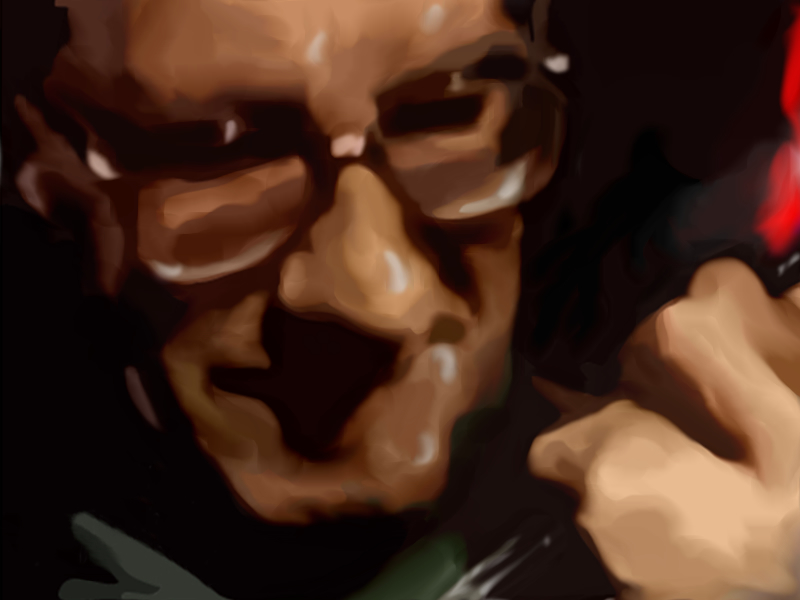
Carlos Paredes; * 16. Februar

- 16. Februar: Carlos Paredes, portugiesischer Komponist, Meister der portugiesischen Gitarre († 2004)
- 16. Februar: Uwe Röhl, deutscher Kirchenmusiker, Organist und Komponist († 2005)
- 17. Februar: Ron Goodwin, englischer Filmkomponist († 2003)
- 25. Februar: Lisa Kirk, US-amerikanische Schauspielerin und Sängerin († 1990)
- 27. Februar: Hardrock Gunter, US-amerikanischer Country- und Rockabilly-Sänger († 2013)
- 27. Februar: Pía Sebastiani, argentinische Pianistin († 2015)

### März
- 02. März: Lothar Hoffmann-Erbrecht, deutscher Musikwissenschaftler und Hochschullehrer († 2011)
- 04. März: Paul Mauriat, französischer Orchesterleiter († 2006)
- 04. März: Mary Priestley, britische Musiktherapeutin († 2017)
- 05. März: Jimmy Bryant, US-amerikanischer Country-Gitarrist († 1980)
- 06. März: Roy Etzel, deutscher Trompeter und Bandleader († 2015)
- 06. März: Joe Schevardo, deutscher Jazz-Kritiker und Hörfunk-Journalist († 2012)
- 12. März: Georges Delerue, französischer Filmkomponist († 1992)

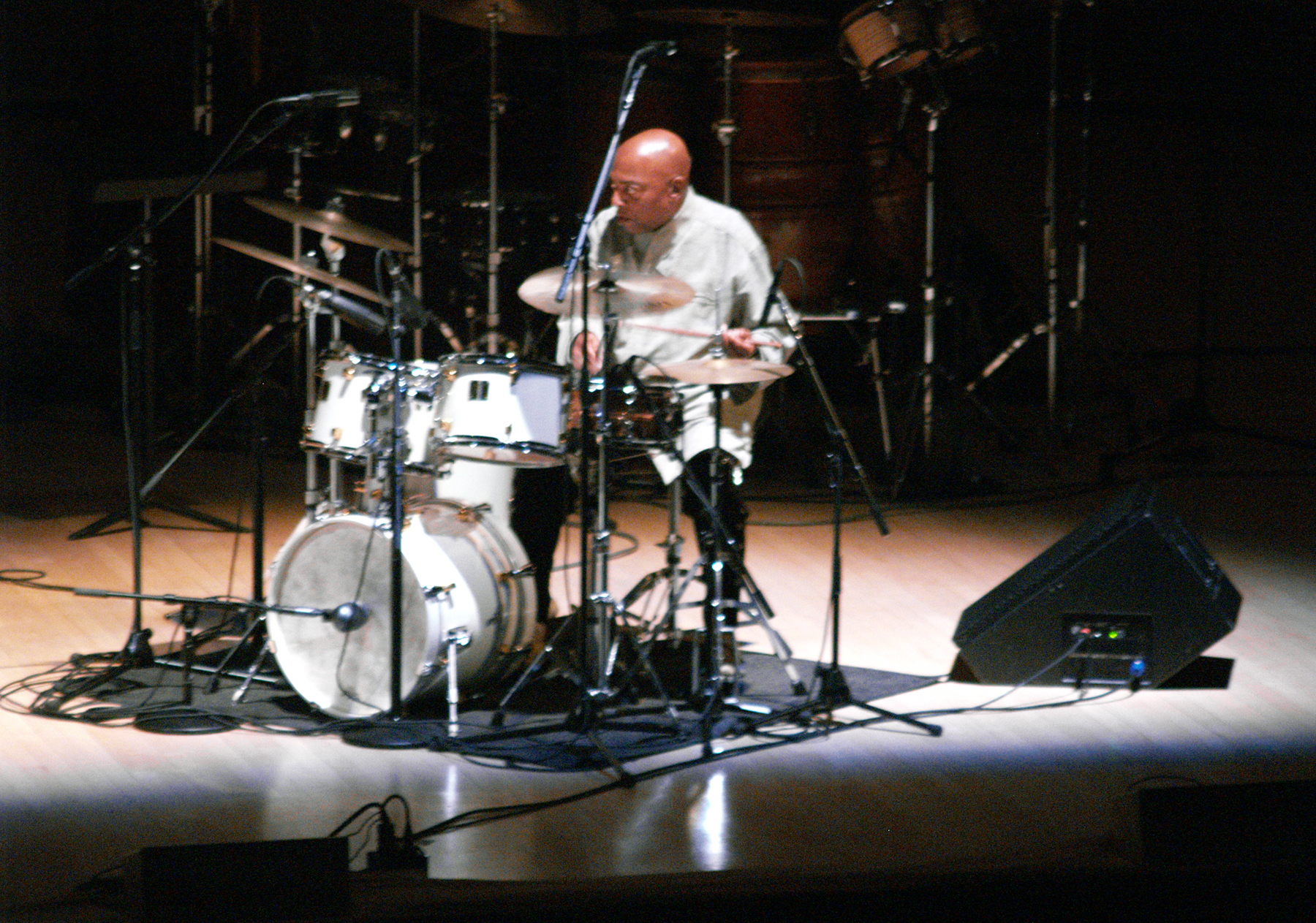
Roy Haynes; * 13. März

- 13. März: Roy Haynes, amerikanischer Jazz-Schlagzeuger († 2024)
- 13. März: T. Ranganathan, indischer Mridangamspieler und Musikpädagoge († 1987)
- 15. März: Werner Wolf, deutscher Musikwissenschaftler († 2019)
- 16. März: Alessandro Alessandroni, italienischer Musiker († 2017)
- 21. März: Peter Brook, britischer Theater-, Opern- und Filmregisseur († 2022)
- 25. März: Pierre Daignault, kanadischer Schauspieler, Folksänger und Schriftsteller († 2003)

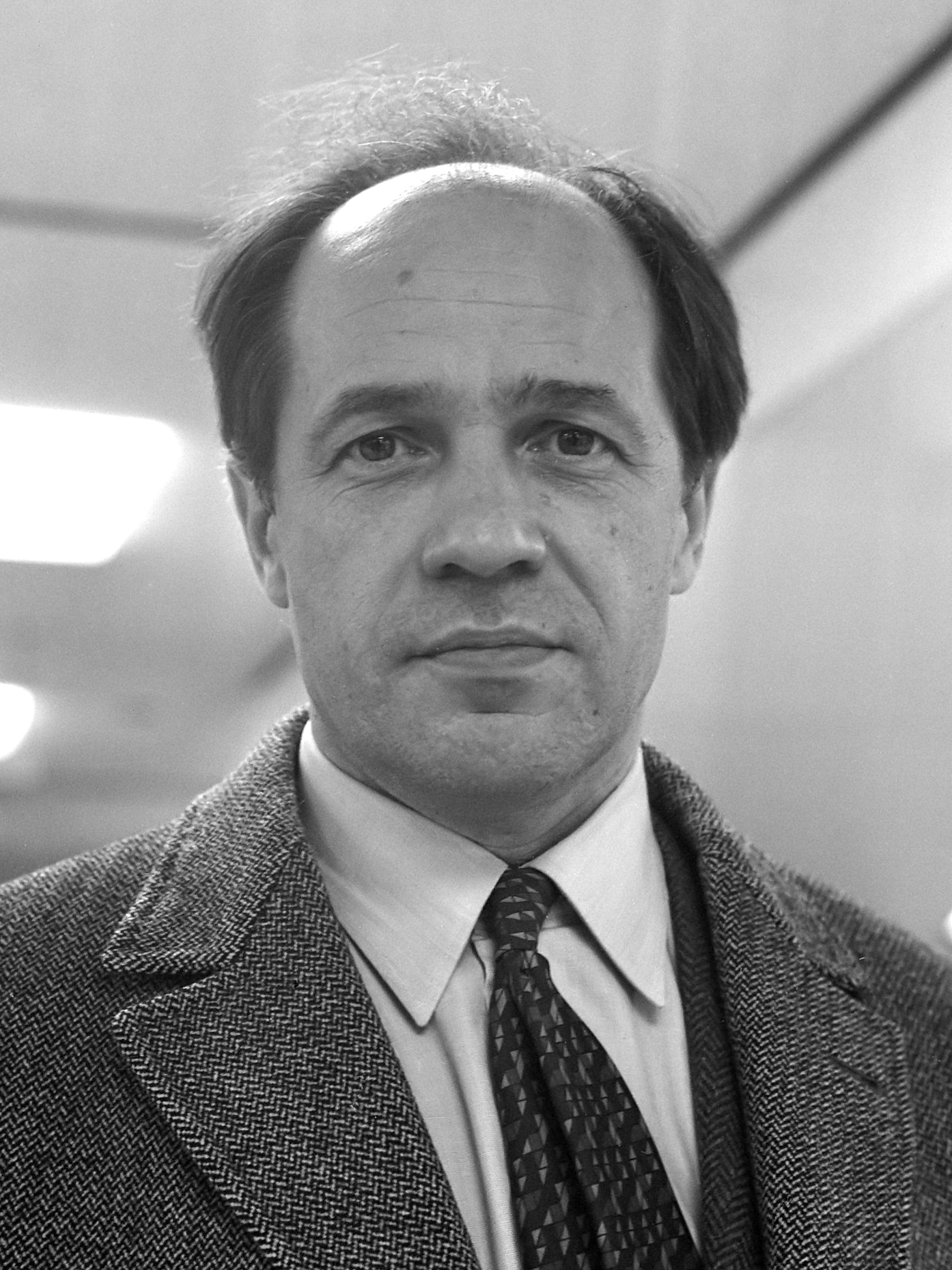
Pierre Boulez; * 26. März

- 26. März: Pierre Boulez, französischer Komponist, Dirigent und Musiktheoretiker († 2016)
- 26. März: James Moody, US-amerikanischer Jazzmusiker († 2010)
- 27. März: Harold Ashby, US-amerikanischer Swing-Tenorsaxophonist und Klarinettist († 2003)
- 27. März: Margaret Fairlie-Kennedy, US-amerikanische Komponistin († 2013)
- 28. März: Doreen Potter, jamaikanische Geigerin und Komponistin († 1980)
- 29. März: Ljudmila Alexejewna Ljadowa, sowjetische bzw. russische Pianistin, Sängerin und Komponistin († 2021)
- 30. März: Ivo Malec, französischer Komponist kroatischer Herkunft († 2019)

### April
- 01. April: Joe Menke, deutscher Musikproduzent und Schlagerkomponist († 2001)
- 05. April: Kieth Engen, US-amerikanischer Opernsänger († 2004)
- 05. April: Oldřich Flosman, tschechischer Komponist († 1998)
- 08. April: Walter Uhlig, deutscher Opernsänger, Tenor († 2006)
- 09. April: Hans Priem-Bergrath, deutscher Bratscher, Violinist und Dirigent († 2022)
- 09. April: Hugo Ruf, deutscher Cembalist und Musikprofessor († 1999)
- 10. April: Vilém Přibyl, tschechischer Opernsänger († 1990)
- 10. April: Rusty Wellington, US-amerikanischer Country- und Rockabilly-Musiker († 1986)

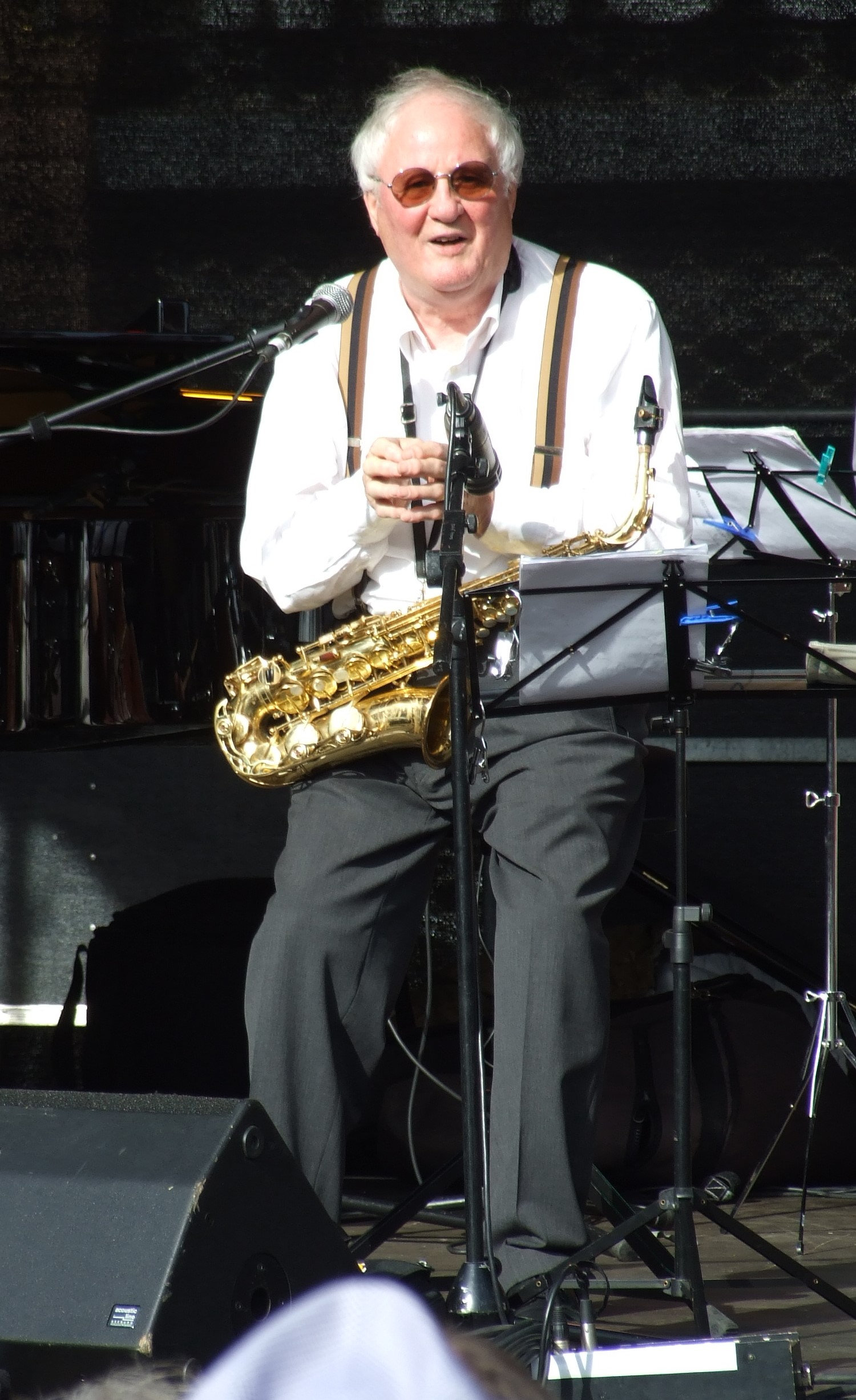
Emil Mangelsdorff; * 11. April

- 11. April: Emil Mangelsdorff, deutscher Jazzflötist und -saxophonist († 2022)
- 13. April: Ernst Arfken, deutscher Kirchenmusiker und Theologe († 2006)
- 14. April: Gene Ammons, US-amerikanischer Tenorsaxophonist († 1974)
- 14. April: Peter Zwetkoff, bulgarischer Komponist († 2012)
- 15. April: Walter Karlberger, österreichischer Autor, Regisseur, Komponist und Produzent († 2018)
- 17. April: Gitta Lind, deutsche Schlagersängerin († 1974)
- 22. April: Amparo Montes, mexikanische Sängerin († 2002)
- 23. April: Rosalind Cron, amerikanische Jazz- und Unterhaltungsmusikerin († 2021)
- 23. April: Nancy Norman, US-amerikanische Sängerin († 2024)
- 24. April: Robby Schmitz, deutscher Jazz- und Unterhaltungsmusiker († 2005)
- 25. April: Lothar Nakat, deutscher Jazz- und Unterhaltungsmusiker (Altsaxophon, Klarinette, Komposition) († 2020)
- 26. April: Jørgen Ingmann, dänischer Gitarrist († 2015)
- 29. April: Colette Marchand, französische Tänzerin und Schauspielerin († 2015)
- 30. April: Johnny Horton, US-amerikanischer Country-Sänger († 1960)
- 30. April: Eduardo Rovira, argentinischer Bandoneonist, Bandleader, Tangokomponist und Arrangeur († 1980)

### Mai
- 02. Mai: Anton Guadagno, italienischer Dirigent († 2002)
- 03. Mai: Renald Richard, US-amerikanischer Jazz- und Rhythm-&-Blues-Musiker († 2021)
- 06. Mai: Anthony Campbell Allen, britisch-schweizerischer Komponist († 1995)
- 08. Mai: Luke „Long Gone“ Miles, US-amerikanischer Bluessänger und Songwriter († 1987)
- 13. Mai: Roger Asselberghs, belgischer Jazzmusiker († 2013)
- 13. Mai: Anthony Milner, britischer Komponist und Musikpädagoge († 2002)
- 14. Mai: Tristram Cary, britisch-australischer Komponist († 2008)
- 14. Mai: Tatjana Iwanow, deutsche Schauspielerin und Sängerin († 1979)
- 14. Mai: Boris Parsadanjan, estnischer Komponist († 1997)
- 14. Mai: Al Porcino, US-amerikanischer Jazztrompeter († 2013)
- 15. Mai: Hans Herbert Jöris, deutscher Dirigent und Hochschullehrer († 2008)
- 16. Mai: Bobbejaan, belgischer Sänger und Entertainer († 2010)
- 16. Mai: Ginette Keller, französische Komponistin († 2010)
- 17. Mai: Peter Badie, US-amerikanischer Jazzmusiker († 2023)
- 18. Mai: Erni Bieler, österreichische Jazz- und Schlagersängerin († 2002)
- 21. Mai: Elsbeth Meyer-Baltensweiler, Schweizer Theologin, Pädagogin, Lexikografin und Lieddichterin († 2022)
- 22. Mai: Horst Reipsch, deutscher Jazz- und Unterhaltungsmusiker († 2015)
- 28. Mai: Dietrich Fischer-Dieskau, deutscher Sänger († 2012)
- 28. Mai: Fritz Höft, deutscher Chorpädagoge und Chordirigent († 1995)
- 30. Mai: Robert Glasgow, US-amerikanischer Organist und Musikpädagoge († 2008)

### Juni
- 01. Juni: Hazel Dickens, US-amerikanische Bluegrass- und Folk-Sängerin, Aktivistin, Songwriterin, Kontrabassistin und Gitarristin († 2011)
- 02. Juni: Ferry Olsen, deutscher Opernsänger, Komponist und Regisseur († 1994)
- 05. Juni: Bill Hayes, US-amerikanischer Schauspieler und Sänger († 2024)
- 06. Juni: Al Grey, US-amerikanischer Jazzposaunist († 2000)

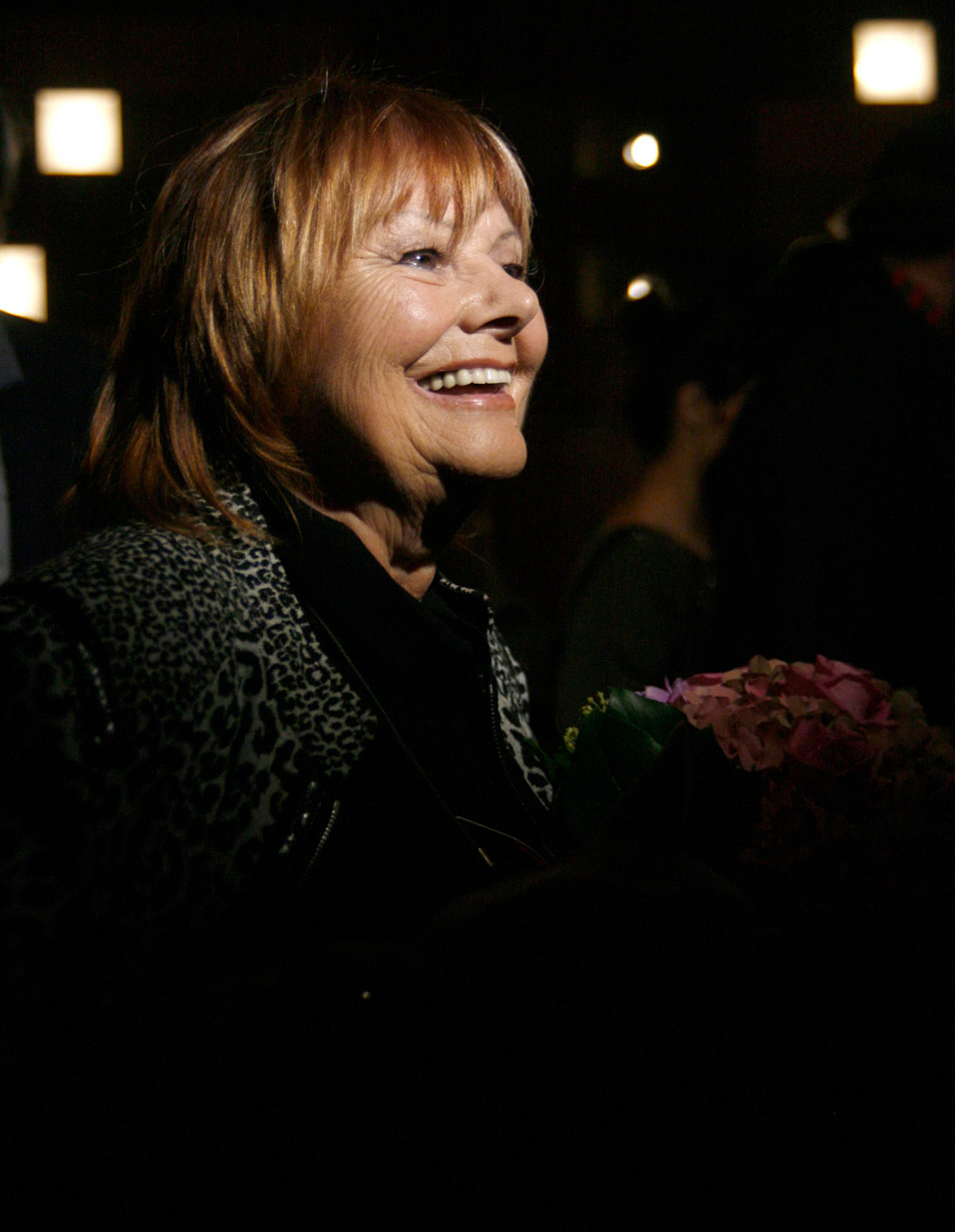
Elfriede Ott; * 11. Juni

- 11. Juni: Elfriede Ott, österreichische Kammerschauspielerin, Sängerin und Regisseurin († 2019)
- 13. Juni: Fe Reichelt, deutsche Tänzerin, Choreographin und Tanztherapeutin († 2023)
- 13. Juni: Camillo Schoenbaum, österreichischer Musikwissenschaftler († 1981)
- 16. Juni: Bebe Barron, US-amerikanische Filmmusik-Komponistin († 2008)
- 17. Juni: Fiora Contino, US-amerikanische Operndirigentin und Lehrerin († 2017)
- 23. Juni: Sahib Shihab, US-amerikanischer Jazzmusiker († 1989)
- 24. Juni: Wes Landers, US-amerikanischer Jazzmusiker († 1993)
- 25. Juni: Robert Weisz, ungarisch-kanadischer Pianist und Musikpädagoge († 2013)
- 26. Juni: Clifton Chenier, US-amerikanischer Blues-Musiker († 1987)
- 28. Juni: Giselher Klebe, deutscher Komponist († 2009)
- 29. Juni: Marilyn Mason, Organistin und Musikpädagogin († 2019)
- 29. Juni: Hale Smith, US-amerikanischer Komponist, Pianist und Musikpädagoge († 2009)
- 00. Juni: Peter Clive, kanadischer Literatur- und Musikwissenschaftler († 2022)

### Juli
- 03. Juli: Conrad Klemm, Schweizer Flötist († 2010)
- 04. Juli: Cathy Berberian, US-amerikanische Sängerin und avantgardistische Komponistin († 1983)

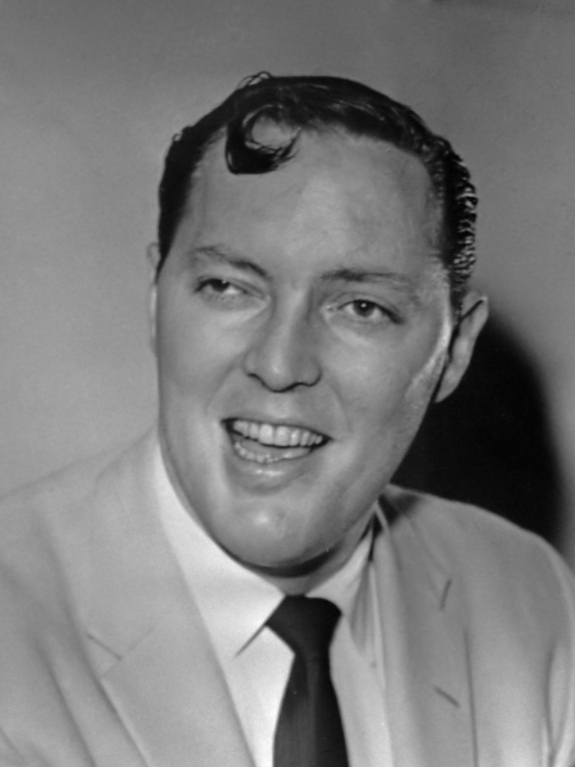
Bill Haley; * 6. Juli

- 06. Juli: Bill Haley, US-amerikanischer Rockmusiker († 1981)
- 07. Juli: Guy Dossche, belgischer Jazzmusiker (Saxophone, Klarinetten) († 2016)
- 11. Juli: Charles Chaynes, französischer Komponist († 2016)
- 11. Juli: Nicolai Gedda, schwedischer lyrischer Tenor († 2017)
- 12. Juli: Yasushi Akutagawa, japanischer Komponist († 1989)
- 12. Juli: Ludwig Doerr, deutscher Organist († 2015)
- 13. Juli: Horst Muys, deutscher Schlagersänger und Kölner Karnevalist († 1970)
- 14. Juli: Horst Ritter, deutscher Fußballspieler und Hornist († 2001)
- 14. Juli: Luis Antonio Escobar, kolumbianischer Komponist und Musikwissenschaftler († 1993)

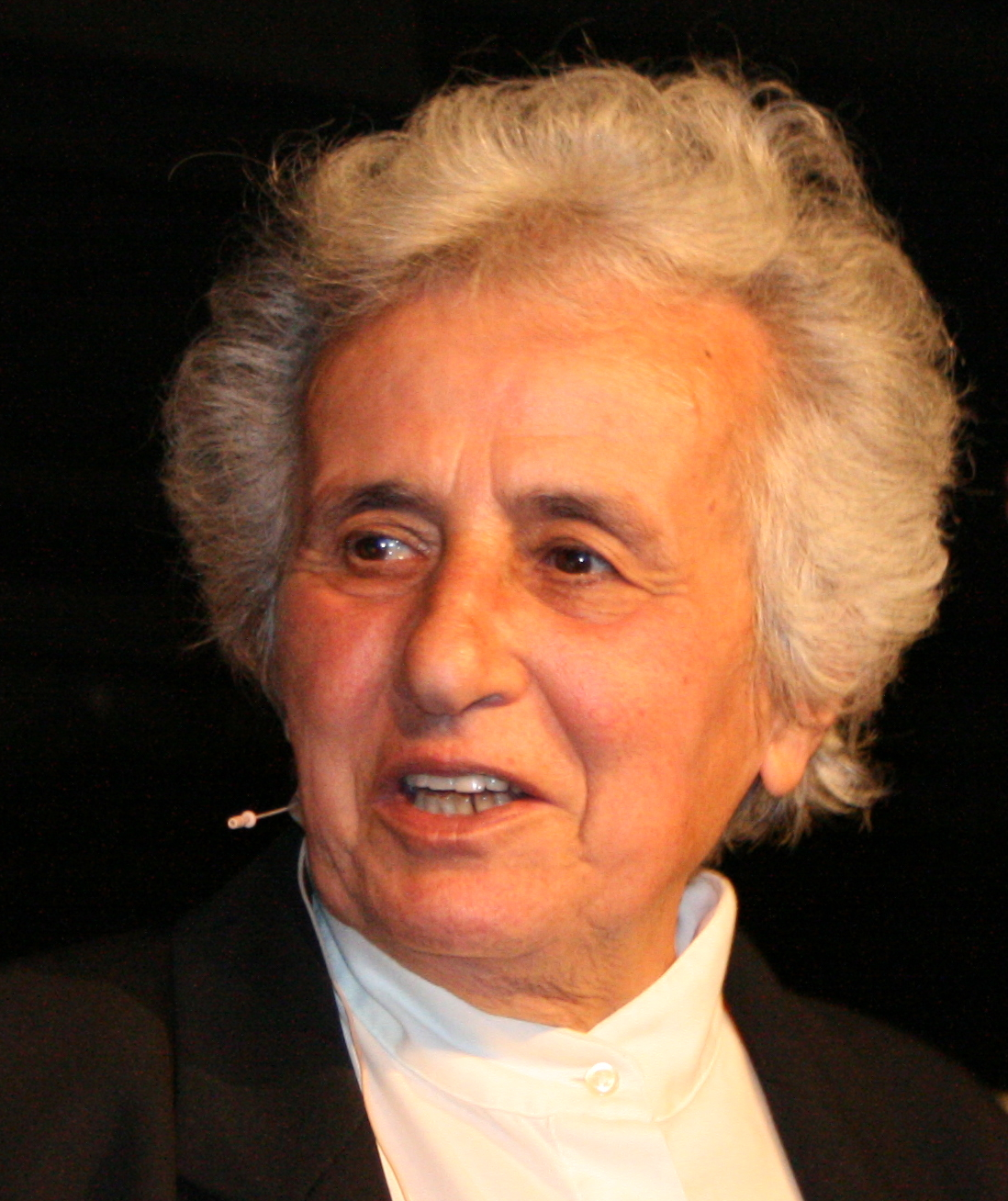
Anita Lasker-Wallfisch; * 17. Juli

- 17. Juli: Anita Lasker-Wallfisch, deutsch-britische Musikerin, Überlebende des Mädchenorchesters von Auschwitz
- 17. Juli: Jimmy Scott, US-amerikanischer Jazzsänger († 2014)
- 20. Juli: Michel Perrault, kanadischer Komponist, Dirigent, Paukist und Musikpädagoge († 2010)
- 21. Juli: Maria Croonen, deutsche Opernsängerin († 2021)
- 23. Juli: Irmgard Schaaf, deutsche Tanzpädagogin († 2008)
- 24. Juli: Adele Addison, US-amerikanische Sopranistin
- 25. Juli: Benny Benjamin, US-amerikanischer Session-Schlagzeuger († 1969)
- 25. Juli: Günter Lampe, deutscher Komponist († 2003)
- 27. Juli: Kippie Moeketsi, südafrikanischer Jazzsaxophonist († 1983)
- 28. Juli: André Boucourechliev, französischer Komponist und Musikschriftsteller († 1997)

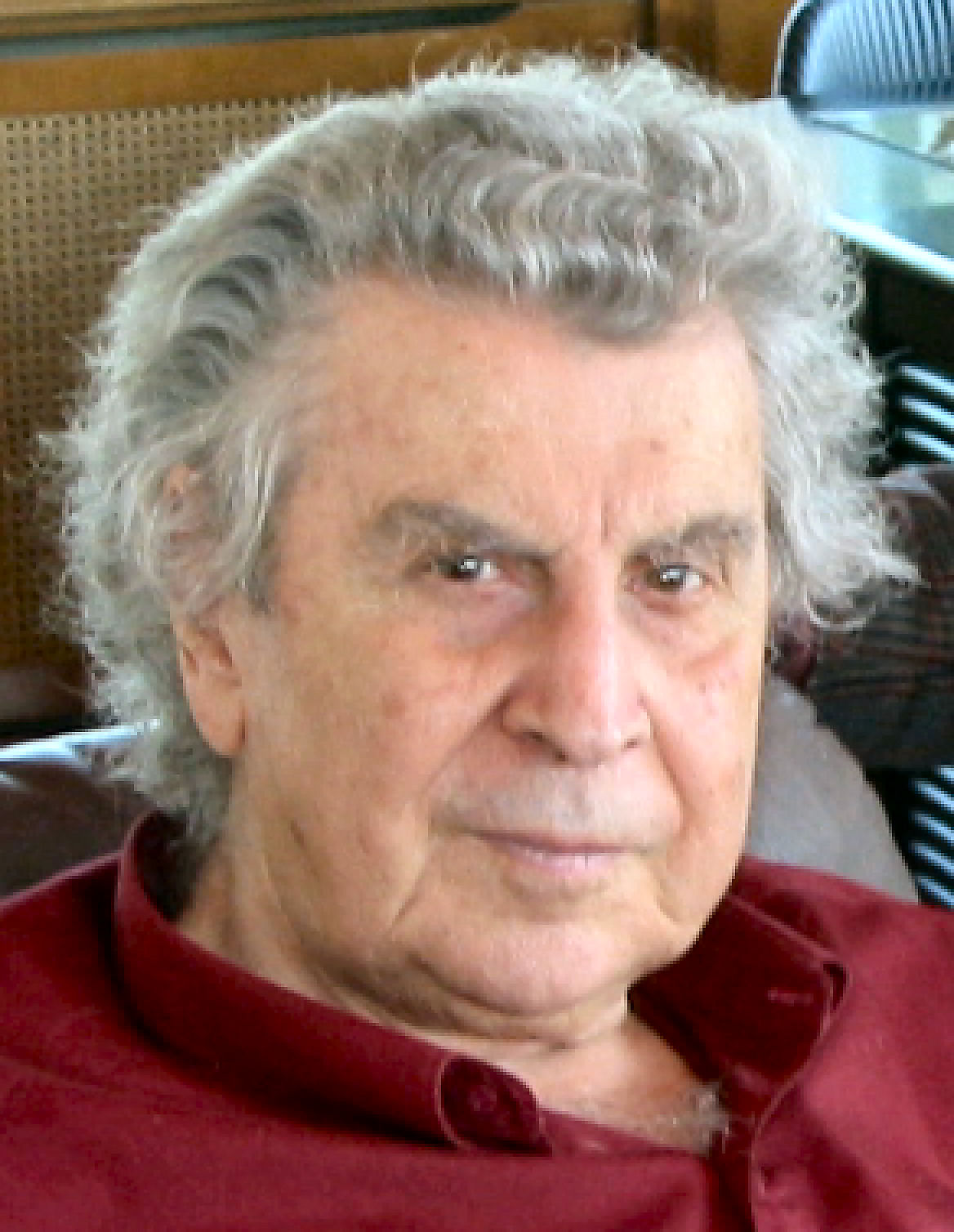
Mikis Theodorakis; * 29. Juli

- 29. Juli: Mikis Theodorakis, griechischer Komponist und Politiker († 2021)
- 30. Juli: Bienvenido Brens, dominikanischer Musiker und Komponist († 2007)
- 30. Juli: Antoine Duhamel, französischer Komponist († 2014)

### August
- 01. August: Chaim Taub, israelischer Geiger und Musikpädagoge († 2024)
- 03. August: Dom Um Romão, brasilianischer Schlagzeuger und Perkussionist († 2005)
- 06. August: Leland Smith, US-amerikanischer Komponist, Fagottist und Musikpädagoge († 2013)
- 07. August: Julián Orbón, kubanischer Komponist († 1991)
- 09. August: Robert Heppener, niederländischer Komponist und Musikpädagoge († 2009)
- 11. August: Philip Paul, US-amerikanischer Rhythm-&-Blues- und Jazzmusiker († 2022)
- 11. August: Arnold Schulman, US-amerikanischer Dramatiker, Drehbuchautor, Filmproduzent, Songwriter und Schriftsteller († 2023)
- 13. August: Benny Bailey, US-amerikanischer Jazztrompeter († 2005)
- 15. August: Rose Maddox, US-amerikanische Countrysängerin († 1998)

Oscar Peterson; * 15. August

- 15. August: Oscar Peterson, kanadischer Jazzpianist und -komponist († 2007)
- 15. August: Bill Pinkney, US-amerikanischer R&B-Sänger († 2007)
- 16. August: Mal Waldron, US-amerikanischer Jazzpianist († 2002)
- 18. August: George Markey, US-amerikanischer Organist († 1999)
- 22. August: Lope Balaguer, dominikanischer Sänger († 2015)
- 23. August: Włodzimierz Kotoński, polnischer Komponist († 2014)
- 23. August: Sulchan Zinzadse, georgischer Komponist († 1991)
- 25. August: Gustavo Becerra-Schmidt, chilenischer Komponist und Musikpädagoge († 2010)
- 30. August: Johann Gansch, österreichischer Komponist für Blasmusik († 1998)
- 31. August: Osvaldo Manzi, argentinischer Tangopianist und -komponist, Bandleader und Arrangeur († 1976)

### September
- 01. September: Art Pepper, US-amerikanischer Altsaxophonist († 1982)
- 01. September: Bob Curtis, US-amerikanischer Tänzer und Choreograf († 2009)
- 02. September: Russ Conway, britischer Pianist, Komponist und Sänger († 2000)
- 03. September: Charley Booker, US-amerikanischer Bluessänger und Gitarrist († 1989)
- 06. September: Jimmy Reed, US-amerikanischer Blues-Sänger und -Musiker († 1976)
- 09. September: Soňa Červená, tschechische Opernsängerin und Schauspielerin († 2023)
- 10. September: Boris Tschaikowski, russischer Komponist († 1996)
- 10. September: Roy Brown, US-amerikanischer Blues-Musiker († 1981)
- 11. September: Alan Bergman, US-amerikanischer Liedtexter und -komponist sowie Sänger († 2025)
- 11. September: Robert W. Mann, US-amerikanischer Komponist und Musikpädagoge († 2010)
- 11. September: Harry Somers, kanadischer Komponist († 1999)
- 13. September: Gabriel Charpentier, kanadischer Komponist und Lyriker
- 15. September: Erika Köth, deutsche Kammersängerin und Sopranistin († 1989)

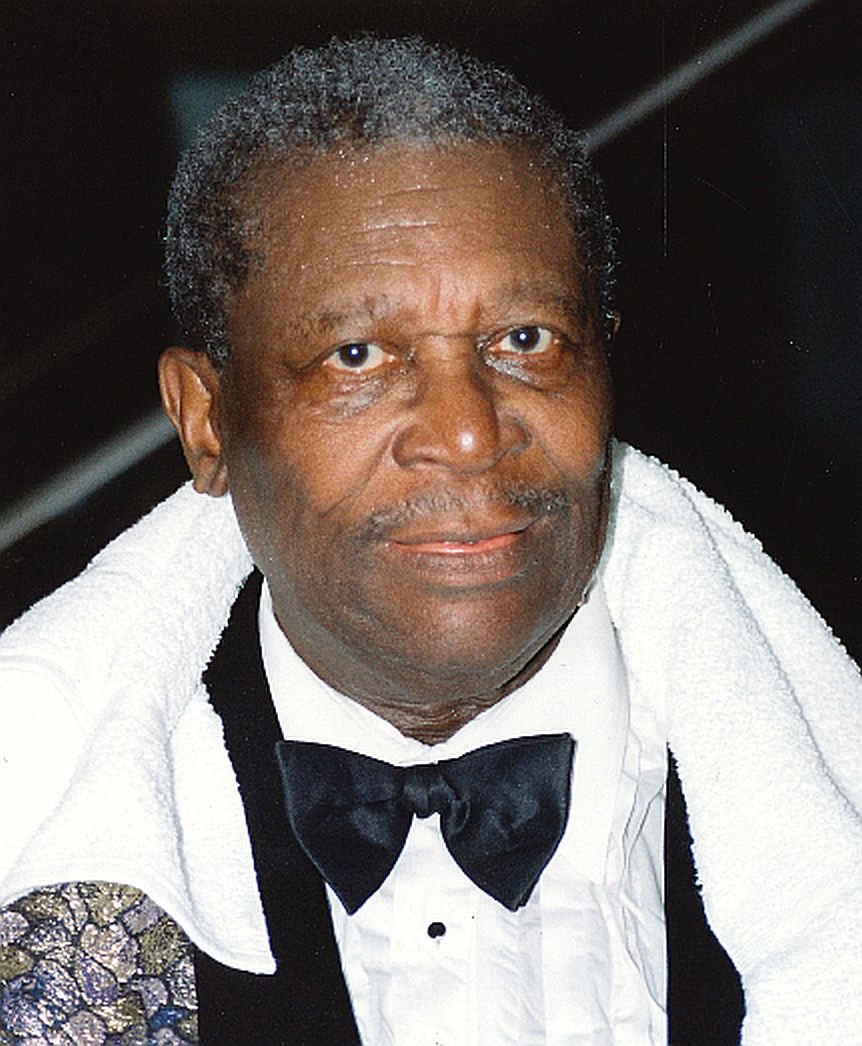
B. B. King; * 16. September

- 16. September: B. B. King, US-amerikanischer Bluesmusiker († 2015)
- 19. September: Ray Batts, US-amerikanischer Country-Musiker († 2015)
- 20. September: Alejandro Barletta, argentinischer Komponist und Bandoneonvirtuose († 2008)
- 22. September: V. G. Karnad, indischer Bansurispieler († 2020)
- 26. September: Marty Robbins, US-amerikanischer Country-Sänger und Songwriter († 1982)

### Oktober
- 01. Oktober: Maria Gambarjan, sowjetische bzw. russische Pianistin und Hochschullehrerin
- 02. Oktober: Alois Piňos, tschechischer Komponist und Musikpädagoge († 2008)
- 02. Oktober: Phil Urso, US-amerikanischer Jazzsaxofonist († 2008)
- 03. Oktober: George Wein, US-amerikanischer Jazzmusiker und Impresario († 2021)
- 04. Oktober: Elsa Rivas, argentinische Tangosängerin († 2010)
- 05. Oktober: Jacquelyn Mattfeld, US-amerikanische Musikwissenschaftlerin und Hochschulverwalterin († 2023)
- 07. Oktober: Fred Bertelmann, deutscher Schlagersänger und Schauspieler († 2014)
- 07. Oktober: Peter Koch, deutscher Musikpädagoge und Komponist († 2012)
- 10. Oktober: Francisco Aguabella, kubanischer Latin Jazz-Schlagzeuger und Perkussionist († 2010)
- 12. Oktober: Helmuth Reichel, Schweizer Organist, Dirigent und Komponist († 2021)
- 13. Oktober: Gustav Winckler, dänischer Jazz- und Schlagersänger († 1979)
- 15. Oktober: Mickey „Guitar“ Baker, US-amerikanischer Gitarrist († 2012)
- 17. Oktober: Irwin Silber, US-amerikanischer Folkmusik-Aktivist († 2010)
- 20. Oktober: Herman Roelstraete, belgischer Komponist und Dirigent († 1985)
- 21. Oktober: Celia Cruz, kubanische Sängerin († 2003)
- 21. Oktober: Virginia Zeani, rumänische Opernsängerin († 2023)
- 23. Oktober: Angèle Durand, belgische Sängerin und Schauspielerin († 2001)
- 24. Oktober: Bob Azzam, ägyptischer Sänger, Bandleader und Komponist libanesischer Abstammung († 2004)

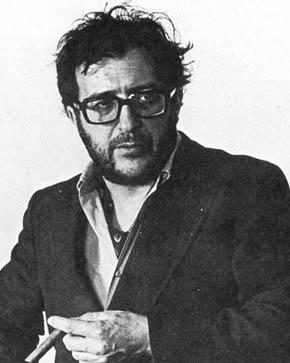
Luciano Berio; * 24. Oktober

- 24. Oktober: Luciano Berio, italienischer Komponist († 2003)
- 24. Oktober: Willie Mabon, US-amerikanischer R&B-Sänger, Songwriter und Pianist († 1985)
- 24. Oktober: Pierre Monichon, französischer Musikpädagoge und -wissenschaftler, Erfinder des Harmonéons († 2006)

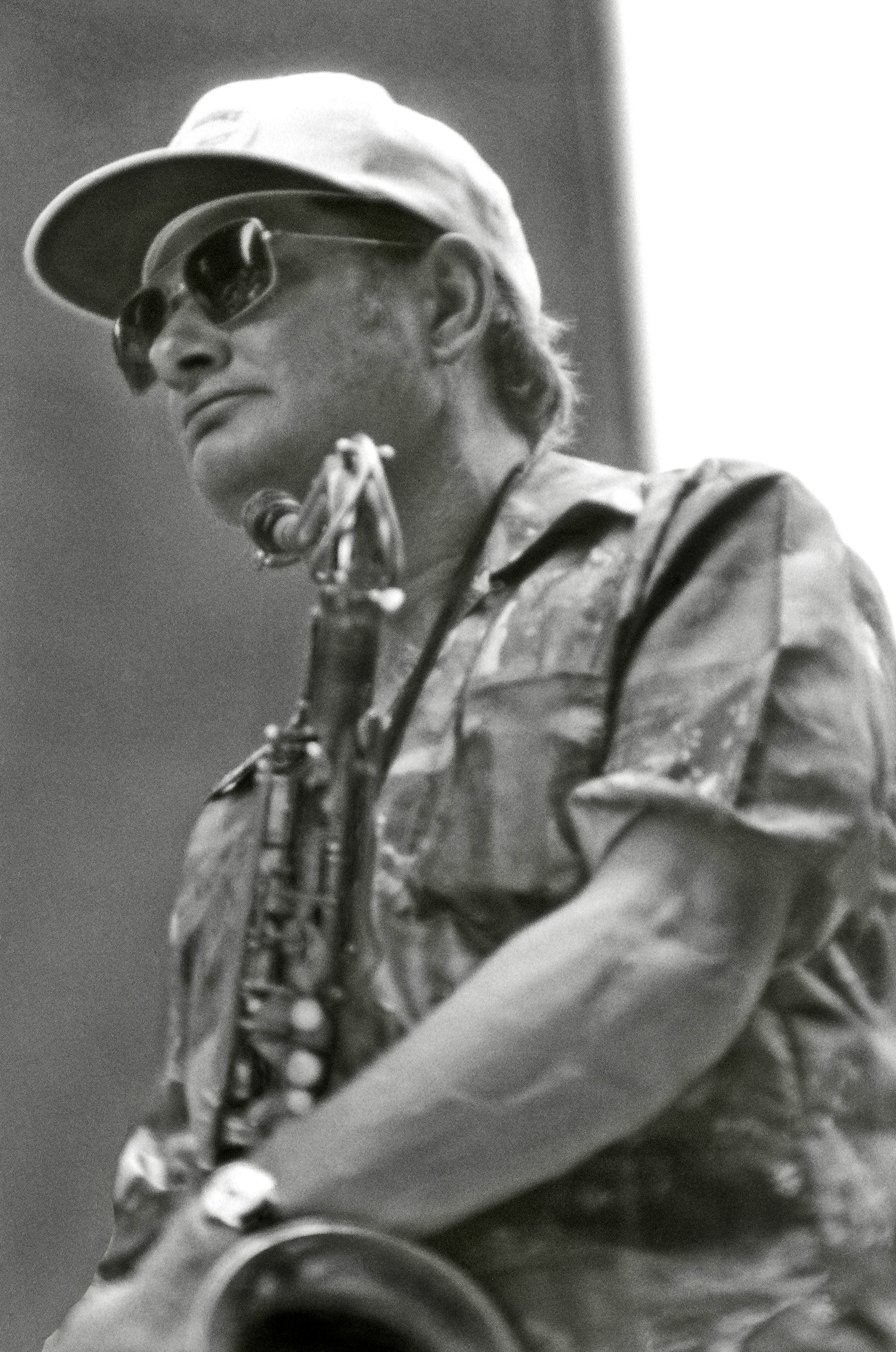
Zoot Sims; * 29. Oktober

- 29. Oktober: Zoot Sims, US-amerikanischer Jazzmusiker († 1985)

### November
- 03. November: Vijay Raghav Rao, indischer Flötist, Komponist und Musikpädagoge († 2011)
- 07. November: Fritz Peter, Schweizer Sänger (Tenor) († 1994)
- 11. November: Jan Simons, kanadischer Sänger und Gesangspädagoge († 2006)
- 12. November: Stanislav Šebek, tschechischer Komponist und Musikpädagoge († 1984)
- 15. November: Jurriaan Andriessen, niederländischer Komponist und Lehrer († 1996)
- 15. November: Pavel Vondruška, tschechischer Schauspieler und Musiker († 2011)
- 17. November: Charles Mackerras, australischer Dirigent († 2010)
- 24. November: Al Cohn, US-amerikanischer Jazz-Saxophonist († 1988)
- 25. November: Clytus Gottwald, deutscher Komponist, Chorleiter und Musikwissenschaftler († 2023)
- 26. November: Eugene Istomin, US-amerikanischer Pianist († 2003)
- 27. November: Derroll Adams, US-amerikanischer Folksänger († 2000)

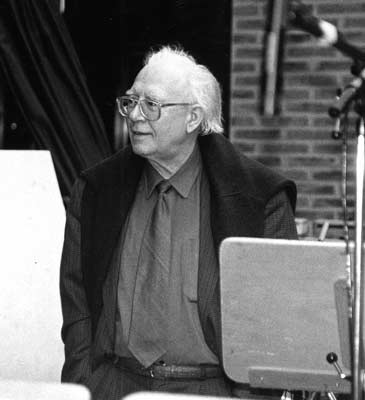
Bertold Hummel; * 27. November

- 27. November: Bertold Hummel, deutscher Komponist († 2002)
- 28. November: Gigi Gryce, US-amerikanischer Jazz-Saxophonist († 1983)
- 28. November: Aurelio de la Vega, US-amerikanischer Komponist († 2022)
- 29. November: „Sunshine“ Sonny Payne, US-amerikanischer Radiomoderator († 2018)
- 30. November: Freddy Rottier, belgischer Jazzmusiker (Schlagzeug) († 1995)

### Dezember
- 01. Dezember: Peter Thomas, deutscher Filmkomponist († 2020)
- 01. Dezember: Konrad Voppel, deutscher Kirchenmusiker
- 03. Dezember: Ferlin Husky, US-amerikanischer Country-Sänger († 2011)
- 05. Dezember: Erica Zentner, kanadische Geigerin und Musikpädagogin

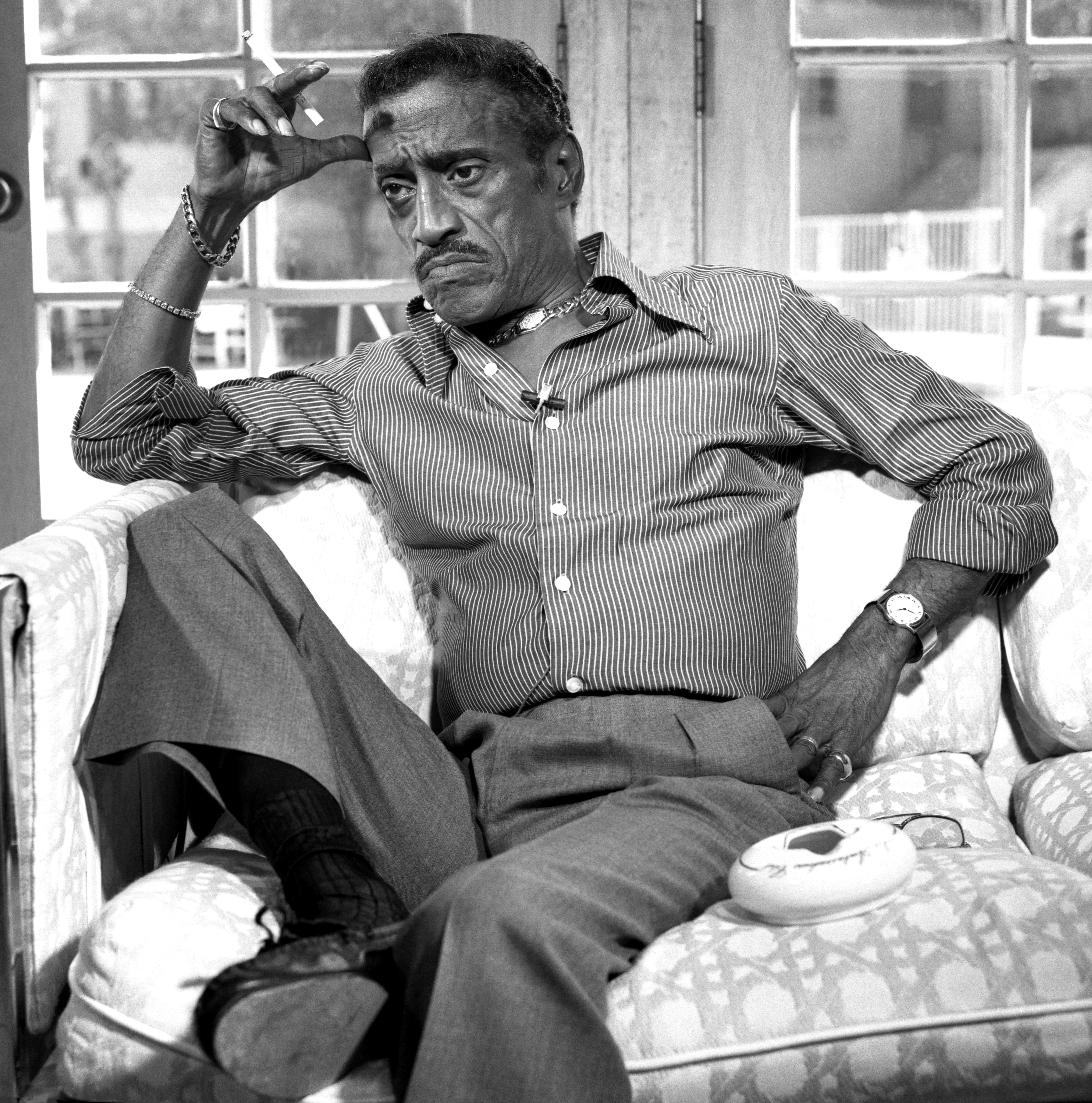
Sammy Davis Jr.; * 8. Dezember

- 08. Dezember: Sammy Davis, Jr., US-amerikanischer Sänger, Tänzer und Schauspieler († 1990)
- 10. Dezember: Zdeněk Šesták, tschechischer Komponist und Musikwissenschaftler
- 12. Dezember: Dodo Marmarosa, US-amerikanischer Jazzpianist († 2002)
- 12. Dezember: Hans-Günther Wauer, deutscher Kirchenmusiker († 2016)
- 14. Dezember: Bernhard Ebert, deutscher Pianist und Hochschullehrer († 1999)
- 15. Dezember: Marjorie Hughes, US-amerikanische Sängerin
- 17. Dezember: Hugh Beresford, britischer Opernsänger († 2020)
- 19. Dezember: Papa Molina, dominikanischer Komponist
- 23. Dezember: Milan Uherek, tschechischer Chorleiter und Komponist († 2012)
- 23. Dezember: Gerhard Wuensch, österreichisch-kanadischer Komponist, Musikwissenschaftler und Pianist († 2007)
- 24. Dezember: Claude Frank, US-amerikanischer Pianist deutscher Herkunft († 2014)
- 25. Dezember: Bethany Beardslee, US-amerikanische Konzert- und Opernsängerin

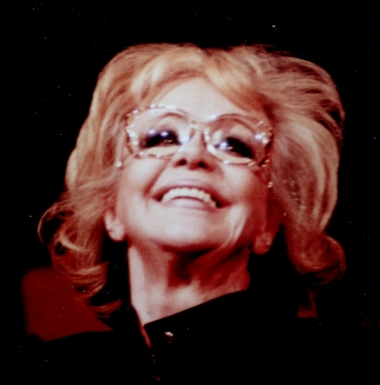
Hildegard Knef; * 28. Dezember

- 28. Dezember: Hildegard Knef, deutsche Schauspielerin, Chansonsängerin und Autorin († 2002)
- 31. Dezember: Daphne Oram, britische Komponistin und Pionierin elektronischer Musik († 2003)
- 31. Dezember: Jaap Schröder, niederländischer Violinist und Dirigent († 2020)

### Genaues Geburtsdatum unbekannt
- Tom Albach, US-amerikanischer Musikproduzent († 2020)
- Jordi Albareda i Bach, katalanischer Pianist und Gesangslehrer
- Claude Aubert, Schweizer Jazzmusiker († 2000)
- Alan Bates, britischer Musikproduzent († 2023)
- Karl Berg, deutscher Volksschullehrer, Komponist, Dirigent, Autor mehrerer Gesangbücher und Pädagogik-Professor († 2007)
- Jack Hitchcock, US-amerikanischer Jazzmusiker († 2022)
- James Pataki, kanadischer Geiger und Bratschist ungarischer Herkunft († 2004)
- Margherita Roberti, US-amerikanische Opernsängerin († 2021)
- Don Simpson, US-amerikanischer Jazz- und Unterhaltungsmusiker († 2023)

### Geboren um 1925
- Lou Hackney, US-amerikanischer Jazzmusiker (Bass)
- Pierre Lemarchand, französischer Jazzmusiker (Schlagzeug)
- Bernard Planchenault, französischer Jazzmusiker (Schlagzeug) († nach 1955)

## Gestorben

### Januar bis Juni
- 03. Januar: Nikolai Kotschetow, russischer Komponist (* 1864)
- 11. Januar: Arthur Lavigne, kanadischer Geiger, Musikverleger, -veranstalter, -kritiker und -pädagoge (* 1845)
- 26. Januar: Rudolf Johann Pichler, österreichischer Komponist und Schriftsteller (* 1856)
- 26. Januar: Giovanni Battista de Sanctis Ciabatonni, kolumbianischer Musikpädagoge, Klarinettist und Dirigent (* 1865)
- 02. Februar: Emmy Köhler, schwedische Schriftstellerin, Komponistin und Lehrerin (* 1858)
- 10. Februar: Aristide Bruant, französischer Kabarettsänger, Schriftsteller, Komödiant und Nachtklubbesitzer (* 1851)
- 14. Februar: Signe Hebbe, schwedische Opernsängerin, Sopran und Gesangslehrerin (* 1837)
- 20. Februar: Marco Enrico Bossi, italienischer Organist und Komponist (* 1861)
- 21. Februar: Richard Dorant, deutscher Opernsänger (Tenor) und Regisseur (* 1885)
- 25. Februar: Josef Armin, österreichischer Komiker, Coupletsänger und Bühnenautor (* 1858)
- 03. März: Jimmy Cox, US-amerikanischer Varieté-Künstler und Songwriter (* 1882)
- 03. März: Édouard Jacobs, belgischer Cellist und Musikpädagoge (* 1851)
- 08. März: Berthold Rosé, österreichischstämmiger Schauspieler, Sänger, Regisseur und Stummfilmschauspieler (* 1870)
- 09. April: Eugen Wöhrle, deutscher Kirchenmusiker (* 1853)
- 14. April: Paquita Bernardo, argentinische Tangokomponistin, Bandoneonistin und Bandleaderin (* 1900)
- 17. April: Domènec Sánchez i Deyà, katalanischer klassischer Violinist, Komponist und Musikpädagoge (* 1852)
- 22. April: Roberto Emilio Goyeneche, argentinischer Bandleader, Tangopianist und -komponist (* 1898)
- 25. April: George Stephănescu, rumänischer Komponist, Dirigent und Musikpädagoge (* 1853)
- 12. Mai: Arthur Napoleão, brasilianischer Komponist (* 1843)
- 15. Mai: Hermann Feurich, deutscher Klavierbauer (* 1854)
- 30. Mai: Stefano Donaudy, italienischer Komponist (* 1879)
- 16. Juni: Emmett Hardy, US-amerikanischer Kornettist (* 1903)
- 26. Juni: Ernesto Drangosch, argentinischer Komponist und Pianist (* 1882)

### Juli bis Dezember

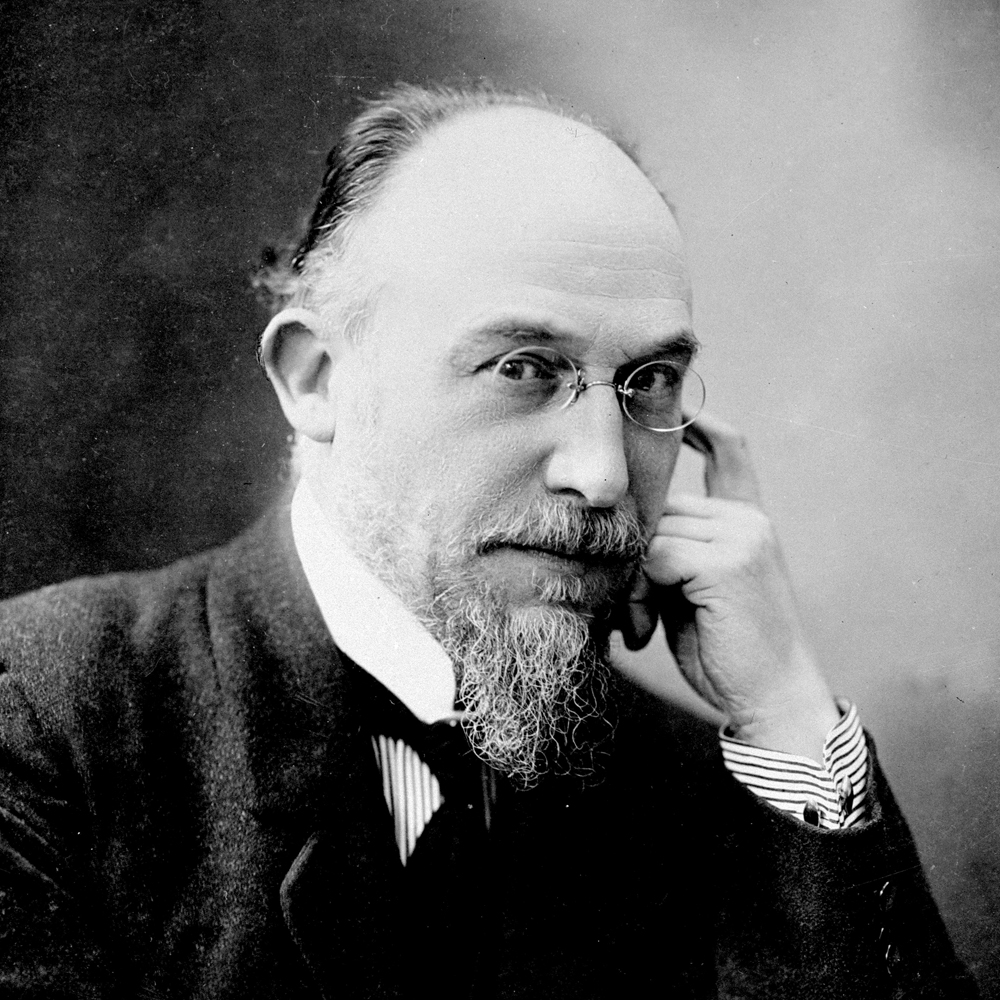
Erik Satie; * † 1. Juli

- 01. Juli: Erik Satie, französischer Komponist und Pianist (* 1866)
- 04. Juli: Hans Tschinkel, deutscher Germanist und Volksliedsammler (* 1872)
- 05. Juli: Hjalmar Borgstrøm, norwegischer Komponist (* 1864)
- 06. Juli: Antoine Taudou, französischer Musikpädagoge, Violinist und Komponist (* 1846)
- 26. Juli: Théodore Botrel, französischer Chansonnier (* 1868)
- 05. August: Joséphine Boulay, französische Organistin, Komponistin und Musikpädagogin (* 1869)
- 16. August: Edna Hicks, US-amerikanische Bluessängerin (* 1895)
- 21. August: Leopoldo Thompson, argentinischer Kontrabassist, Gitarrist und Tangokomponist (* 1890)
- 28. August: Fredrik Wilhelm Gomnaes, norwegischer Komponist (* 1868)

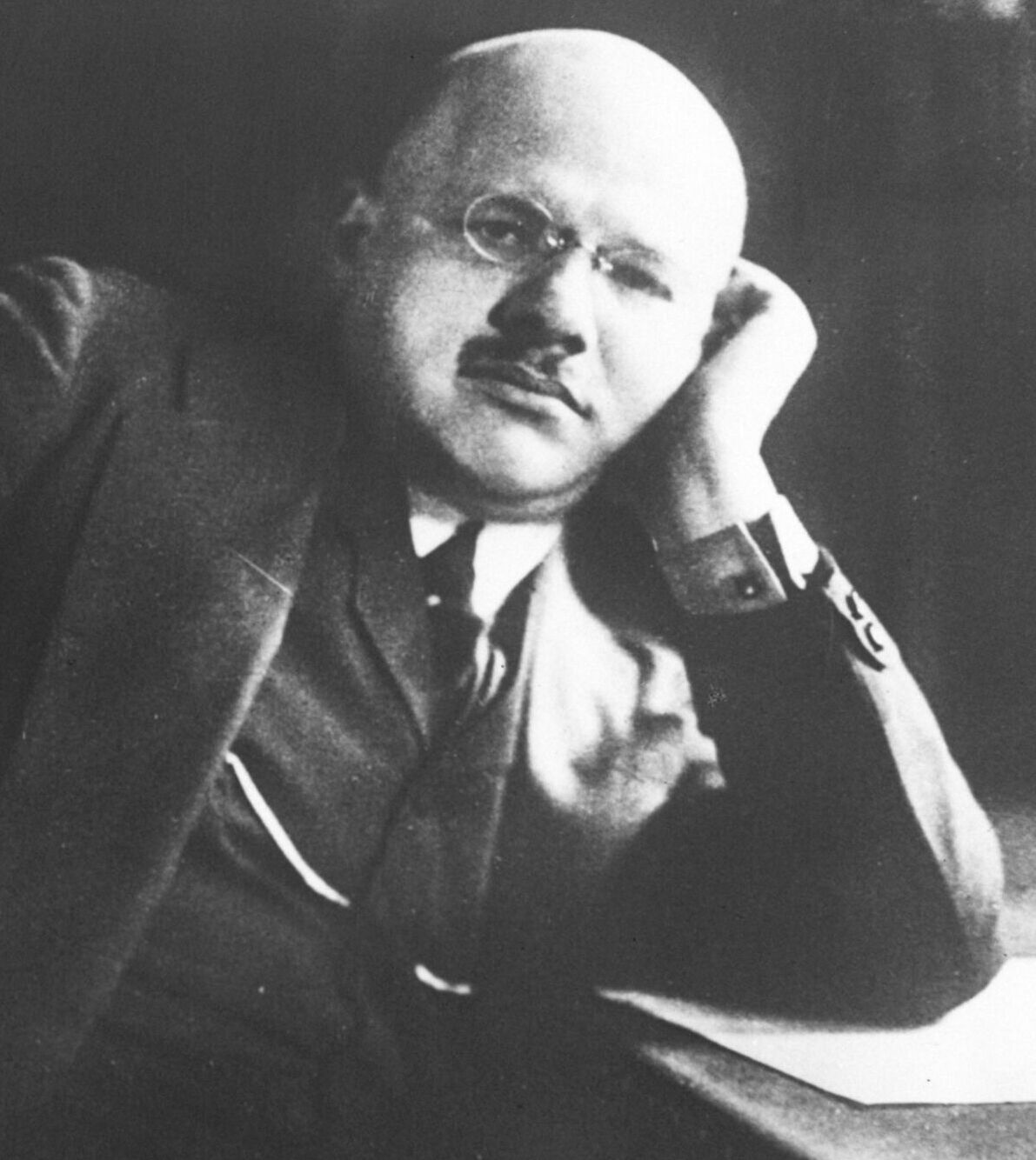
Leo Fall; † 16. September

- 16. September: Leo Fall, österreichischer Komponist (* 1873)
- 17. September: Johann Rudolf Krenger, Schweizer Lehrer und Komponist (* 1854)
- 07. Oktober: Tito Roccatagliata, argentinischer Tangogeiger und -komponist (* 1891)
- 07. Oktober: Julius Wengert, deutscher Komponist und Liederdichter (* 1871)
- 08. Oktober: Josef Sapl, österreichischer Orgelbauer (* 1862)
- 16. Oktober: Augustus Edward Jessup, US-amerikanischer Privatier, Komponist und Kunstsammler (* 1861)
- 12. November: Roman Statkowski, polnischer Komponist und Musikpädagoge (* 1859)
- 26. November: Johannes Haarklou, norwegischer Komponist (* 1847)
- 26. November: Eduard Nawiasky, österreichischer Opernsänger (* 1854)
- 02. Dezember: Juli Garreta i Arboix, katalanischer Komponist (* 1875)
- 03. Dezember: Giacomo Setaccioli, italienischer Komponist (* 1868)
- 09. Dezember: Eugène Gigout, französischer Organist und Komponist (* 1844)
- 19. Dezember: José Ignacio Quintón, puerto-ricanischer Komponist und Pianist (* 1881)
- 21. Dezember: Alexandre Desmarteaux, kanadischer Schauspieler und Sänger (* um 1880)
- 30. Dezember: Rudolf Braun, österreichischer Komponist, Pianist und Musikpädagoge (* 1869)

### Genaues Todesdatum unbekannt
- Henry O. Studley, Orgel- und Klavierbauer, Zimmermann, Steinmetz und Freimaurer (* 1838)